# Euonymus vagans
Euonymus vagans là một loài thực vật có hoa trong họ Dây gối. Loài này được Wall. mô tả khoa học đầu tiên năm 1824.